# Pedicia (Amalopis) occulta
Pedicia (Amalopis) occulta is een tweevleugelige uit de familie Pediciidae. De soort komt voor in het Palearctisch gebied.